# Madrellidae
Madrellidae zijn een familie van weekdieren uit de klasse van de Gastropoda (slakken).

## Geslachten
- Eliotia Vayssière, 1909
- Madrella Alder & Hancock, 1864